# Uno con uno y así sucesivamente
Uno con uno y así sucesivamente es el quinto disco de la banda uruguaya de rock Buenos Muchachos, editado en 2006 a través del sello Bizarro Records.

## Invitados
Participaron en el disco: Fede Deutsch, teclado en «Villete de oro»; Ezequiel Rivero, guitarra en «Villete de oro»; Martín Recto, batería en «Lengua distorsión» y «Villete de oro»; Carmen Pi, coros en «Cambió el cuarto»; Jorge Díaz, coros en «La isla era un camalote».

## Créditos
- Productor: Gastón Ackermann
- Masterización: Masterizado en Andrés Mayo Mastering (Argentina) por Andrés Mayo.
- Arte y diseño: N.Barcia
- Ilustraciones: Daniel Turcatti
- Fotografía: Pablo Bielli

## Lista de canciones
| N.º | Título                    | Escritor(es)      | Duración |  |
| 1.  | «En la nada»              | Buenos Muchachos  | 2:51     |  |
| 2.  | «Y la nave va»            | Buenos Muchachos  | 4:36     |  |
| 3.  | «Amor por coger»          | Buenos Muchachos  | 1:41     |  |
| 4.  | «¿Qué hacés joâo?»        | Ojos del Cielo    | 3:55     |  |
| 5.  | «Lengua distorsión»       | Buenos Muchachos  | 3:11     |  |
| 6.  | «Villete de Oro»          | Buenos Muchachos  | 6:32     |  |
| 7.  | «Vos más que vos»         | Buenos Muchachos  | 4:02     |  |
| 8.  | «La isla era un camalote» | Buenos Muchachos  | 6:15     |  |
| 9.  | «Milagros»                | Orlando Fernández | 3:20     |  |
| 10. | «Cambió el cuarto»        | Buenos Muchachos  | 8:19     |  |